# عدنان زريق
عدنان زريق هو رئيس المحكمة الدستورية العليا في سوريا. من مواليد مدينة مصياف بمحافظة حماة. في العام 1964 حصل على الشهادة الثانوية ليدرس الحقوق بالجامعة العربية في بيروت - لبنان. تخرج من كلية الحقوق عام 1968, وتقدم لمسابقة قضاة سورية و عين بمرتبة قاضي عام 1970.
تسلَم عدة مناصب منها : معاون نيابي - قاضي تحقيق في دمشق - رئيس محكمة بداية الجزاء في دمشق - مستشار في محاكم الإستئناف في دمشق - مستشار في محكمة الجنايات - عضو في الغرفة العسكرية بمحكمة النقض , كما عيّن رئيساً في محكمة الجنايات في دمشق حتى عام 1990.
عام 1990 صدر مرسوم بتعينه عضواً في المحكمة الدستورية العليا في الجمهورية العربية السورية. عام 2006 تم فيه تشكيل المحكمة الدستورية العليا من جديد  وسُمّي رئيسا للمحكمة الدستورية العليا حتى عام 2014.